# Hi-C
Hi-C, właściwie Crawford Wilkerson – amerykański raper tworzący część duetu 615 razem z Lil Murda.
Jest znany z przeraźliwego głosu. Współpracuje razem z DJ Quik, 2nd II None i AMG. Hi-C pracował nad ścieżką dźwiękową do filmu CB4.

## Dyskografia

### Albumy
- Skanless (1991)
- Swing'n (1993)
- The Hi-Life Hustle (2003)

### Single
- I'm Not Your Puppet (1991)
- Leave My Curl Alone (1992)
- Sittin In The Park (1992)
- Got It Like That (1993)
- Let Me Know (2003)
- Steez (2004)

### Ścieżka dźwiękowa
- Encino Man (1992)
- CB4 (1993)[1]
- Raperzy z Malibu (2003)[2]